# Craig Halkett
Craig Halkett (* 29. Mai 1995) ist ein schottischer Fußballspieler, der bei Heart of Midlothian unter Vertrag steht.

## Karriere

### Verein
Craig Halkett, der seine Karriere als Stürmer begann, spielte in seiner Jugendzeit für Rosebank United und die Glasgow Rangers. Mit den Rangers gewann er im Jahr 2014 den Scottish Youth Cup. Für die erste Mannschaft der Rangers blieb Halkett ohne Einsatz. Er saß lediglich im Februar 2014 (einmal) und 2015 (zweimal) in der Liga auf der Ersatzbank. Von September 2014 bis Januar 2015 wurde er an den schottischen Viertligisten FC Clyde verliehen. Ein weiteres Jahr später spielte er per Leihe bei den Berwick Rangers aus England, die auch in der vierten schottischen Liga spielten. Im Januar 2016 wechselte Halkett zum Zweitligisten FC Livingston. Mit den Löwen aus West Lothian stieg er am Ende der Saison in der Relegation ab. Im folgenden Jahr stieg Livingston souverän als Drittligameister zurück in die zweite Liga auf. Mit Halkett als Stammspieler in der Innenverteidigung stieg der Verein in der folgenden Spielzeit ein weiteres Mal auf.
Im Sommer 2019 wechselte er zu Heart of Midlothian.

### Nationalmannschaft
Craig Halkett spielte im März 2014 einmal in der schottischen U-19 gegen die Schweiz. Beim 4:2-Sieg in Livingston wurde der Abwehrspieler in der 57. Minute für Cameron Burgess eingewechselt.
Nationaltrainer Steve Clarke nominierte Halkett im März 2022 für zwei Freundschaftsspiele gegen Polen und Österreich erstmals in den Kader der schottischen A-Nationalmannschaft, bei denen Halkett jedoch nicht zum Einsatz kam.